# Salamon-szigeteki labdarúgó-bajnokság (első osztály)
A Salamon-szigeteken 2003-ban hozták létre a National Club Championship-et (azaz Nemzeti Klub Bajnokságot). 2011 óta a Telekom szponzorálja és Telekom S-League néven, 9 csapat részvételével rendezi meg minden évben a Salamon-szigeteki labdarúgó-szövetség.
A csapatok kétszer találkoznak egymással és a mérkőzéseket a 22.000 férőhelyes, nemzeti Lawson Tama Stadionban játsszák Honiarában.

## Története
Az első fővárosi labdarúgó-bajnokságot (Honiara League), már 1947-ben megrendezték, viszont utána egészen 1984-ig kellett várni a következő kiírásra. 2003-ban a Labdarúgó-szövetség, úgy döntött, hogy a labdarúgásnak nem lehet csak a fővárosra orientálódnia, és a többi sziget csapatait is bevonta egy közös nemzeti bajnokságba.

## A 2015-ös szezon résztvevői
| Csapat           | Város    | Alapítás éve |
| ---------------- | -------- | ------------ |
| Hana             | Honiara  | -            |
| Koloale          | Honiara  | 1998         |
| Kossa            | Honiara  | -            |
| Malaita Kingz    | Auki     | -            |
| Marist Fire      | Honiara  | -            |
| Real Kakamora    | Kirakira | -            |
| Solomon Warriors | Honiara  | 1981         |
| Western United   | Gizo     | 2010         |
| X-Beam           | Honiara  | 2013         |

## Az eddigi győztesek
| - 2003-2004: Koloale - 2004-2005: Central Realas - 2005-2006: Marist Fire - 2006-2007: Kossa - 2007-2008: Koloale - 2008-2009: Marist Fire - 2009-2010: Koloale - 2010-2011: Koloale - 2011-2012: Solomon Warriors - 2012-2013: nem rendezték meg - 2013-2014: Solomon Warriors - 2014-2015: Western United - 2015-2016: Solomon Warriors - 2016: Marist Fire - 2017-2018: Solomon Warriors - 2018: Solomon Warriors |

## A legsikeresebb klubok
| Klub             | Bajnoki cím |
| ---------------- | ----------- |
| Koloale          | 4           |
| Solomon Warriors | 4           |
| Marist Fire      | 3           |
| Central Realas   | 1           |
| Kossa            | 1           |
| Western United   | 1           |